# Лохница (Лельчицкий район)
Лохница (бел. Лохніца) — деревня в Лельчицком районе Гомельской области Беларуси. В составе Стодоличского сельсовета.
На востоке торфяной заказник местного значения «Лохницкое», на юге торфяной заказник «Луговой».

## География

### Расположение
В 13 км на юг от Лельчиц, 78 км от железнодорожной станции Ельск (на линии Калинковичи — Овруч), 200 км от Гомеля.

### Гидрография
Рядом река Лохница (приток реки Уборть), на востоке мелиоративные каналы, соединённые с Жмурненским каналом и рекой Уборть.

## Транспортная сеть
Транспортные связи по просёлочной, затем автомобильной дороге Стодоличи — Лельчицы. Планировка состоит из дугообразной меридионально ориентированной улицы, к которой с востока присоединяются 3 переулка. Застройка преимущественно двусторонняя, деревянная, усадебного типа.

## История
Согласно письменным источникам, а именно по инвентарю столового маёнтка (имения)  Уборть Мозырского повета Менского воеводства Великого Княжества Литовского  известна с 1763 года, как собственность Виленского епископства. В 1795 году, согласно ревизии, деревня является  прописной рудней казённого маёнтка (имения) Уборть. 1800, Мельница с одним колесом. В 1808 году деревню у помещика Гольста купил помещик Сиверс. В 1929 году организован колхоз. Во время Великой Отечественной войны в июне 1943 года оккупанты сожгли деревню и убили 17 жителей. Согласно переписи 1959 года в составе совхоза имени И. В. Мичурина (центр — деревня Гребени), располагались начальная школа, библиотека, фельдшерско-акушерский пункт, клуб.
До 1 декабря 2013 года деревня в составе Гребеневского сельсовета.

## Население

### Численность
- 2004 год — 41 хозяйство, 78 жителей.

### Динамика
- 1795 год — 47 жителей
- 1800 год — 60 жителей
- 1867 год — 107 православных жителей и 118 католиков

- 1897 год — 38 дворов, 311 жителей (согласно переписи).
- 1908 год — 41 двор, 287 жителей.
- 1917 год — 485 жителей.
- 1925 год — 81 двор.
- 1940 год — 113 дворов.
- 1959 год — 460 жителей (согласно переписи).
- 2004 год — 41 хозяйство, 78 жителей